# Adelolecia
Adelolecia — рід грибів родини Ramalinaceae. Назва вперше опублікована 1984 року.

## Класифікація
До роду Adelolecia відносять 4 види:
- Adelolecia kolaensis
- Adelolecia pilati
- Adelolecia rhododendrina
- Adelolecia sonorae